# Азербејџанфилм
Азербејџанфилм (азер. Azərbaycanfim, рус. Азербайджанфильм) је филмска компанија совјетском Азербејџану основана 1920. године. Представља најстарију филмску компанију у независном Азербејџану данас.
Први филм из тог студија је „Легенда о Девојачкој кули” (азер. Qiz qalasi əfsanəsi, рус. Легенда о Девичьей башне) из 1924. године.